# Canton de Beaumont-le-Roger
Pour les articles homonymes, voir Canton de Beaumont.
Le canton de Beaumont-le-Roger est une ancienne division administrative française située dans le département de l'Eure et la région Normandie.

## Géographie
Ce canton était organisé autour de Beaumont-le-Roger dans l'arrondissement de Bernay. Son altitude variait de 57 m (Fontaine-la-Soret) à 167 m (La Houssaye) pour une altitude moyenne de 127 m.

## Représentation

### Conseillers d'arrondissement (de 1833 à 1940)
Le canton de Beaumont-le-Roger avait deux conseillers d'arrondissement à partir de 1889.
| Période                                  | Période          | Identité                                          | Étiquette                | Qualité |
| ---------------------------------------- | ---------------- | ------------------------------------------------- | ------------------------ | --- |
| 1833                                     | 1842             | Charles Pierre Gabriel Duval-Dumesnil (1767-1843) |                          | Avocat, maire de Beaumont-le-Roger                                                                          |
| 1842                                     | 1871             | Armand Bioche                                     |                          | Propriétaire à Goupillières                                                                                 |
| 1871                                     | 1877             | Louis-Adolphe Loisel                              |                          | Maitre de poste, Président du Conseil d'arrondissement, maire de Fontaine-la-Soret                          |
| 1877                                     | 1883             | Julien-Isidore Guilbert                           | Monarchiste              | Propriétaire à Combon                                                                                       |
| 1883                                     | 1889             | Édouard-Honoré Vittecoq                           | Monarchiste              | Marchand farinier, ancien maire de Beaumont, propriétaire à Beaumontel                                      |
| 1889                                     | 1895             | M. Pollard                                        | Républicain              | Maire de Beaumontel                                                                                         |
| 1889                                     | 1895             | Prosper-Joseph Hermier                            | Républicain              | Fermier au Plessis-Sainte-Opportune                                                                         |
| 1895                                     | 1901             | M. Hurel                                          | Républicain              | Conseiller municipal de Beaumont-le-Roger                                                                   |
| 1895                                     | 1907             | Pierre-Ernest Bertin                              | Conservateur             | Agriculteur à Beaumontel, maire du Plessis-Sainte-Opportune puis du Tilleul-Lambert                         |
| 1901                                     | 1925             | Gustave-Jules Lefèvre                             | Républicain progressiste | Ancien huissier, Beaumont-le-Roger                                                                          |
| 1907                                     | 1911             | Georges de Boisgelin                              | Conservateur             | Agriculteur, maire de Beaumont-le-Roger                                                                     |
| 1911                                     | 1931             | Albéric-Vital Carolène                            | RG                       | Agriculteur, maire de Combon                                                                                |
| 1925                                     | 1931 (démission) | Édouard-Pol Bourdon                               | RG                       | Entrepositaire à Beaumont-le-Roger                                                                          |
| 1931                                     | 1937             | E. Mansard                                        | Rad.                     | |
| 1931                                     | 1940             | M. Haillard                                       | Rad.                     | Maire de Beaumont-le-Roger                                                                                  |
| 1937                                     | 1940             | Jean Barachet                                     | Entente républicaine     | Retraité des contributions, Beaumont-le-Roger                                                               |
| 1940                                     |                  |                                                   |                          | Les conseils d'arrondissement ont été suspendus par la loi du 12 octobre 1940 et n'ont jamais été réactivés |
| Les données manquantes sont à compléter. |                  |                                                   |                          | |

### Conseillers généraux de 1833 à 2015
| Période       | Période          | Identité                                     | Étiquette                | Qualité |
| ------------- | ---------------- | -------------------------------------------- | ------------------------ | --- |
| 1836          | 1848             | Jacques Charles Dupont de l'Eure             | Gauche puis Centre       | Membre du Conseil des Cinq-Cents (1798) Membre du Corps législatif (1813-1814) Député (1814-1815, 1817-1823, 1824-1849) Chef du Gouvernement en 1848 Maire de Rouge-Perriers |
| 1848          | 1852 (démission) | Sébastien Leconte                            | Républicain Socialiste   | Marchand, filateur de coton Maire de Beaumontel démissionne par refus de prêter serment à l'Empereur Napoléon III                                                            |
| 1852          | 1859 (décès)     | Comte Henry de Brigode (1827-1859)           |                          | Pair de France Maire de Romilly |
| 1859          | 1870             | Comte Jacques Duval d'Eprémesnil (1827-1891) |                          | Propriétaire à Fontaine-la-Soret |
| 1870          | 1871 (décès)     | Sébastien Leconte                            | Républicain              | Marchand, filateur de coton Maire de Beaumontel |
| 1871          | 1892             | Alexandre Marie de Boisgelin (1832-1910)     | Conservateur légitimiste | Capitaine dans la Garde nationale mobile de l'Eure Propriétaire à Beaumont-le-Roger                                                                                          |
| 1892          | 1911 (décès)     | Albert Parissot                              | Républicain              | Propriétaire agricole Propriétaire du château de Fumechon à Thibouville Sénateur (1895-1911)                                                                                 |
| 1911          | 1940 (décès)     | Georges de Boisgelin (1873-1940)             | Conservateur             | Agriculteur, maire de Beaumont-le-Roger, conseiller d'arrondissement |
|               |                  |                                              |                          | |
| 1943          | 1945             | Jules Cornu (1879-1962)                      |                          | Notaire Maire de Beaumont-le-Roger Nommé conseiller départemental en 1943 |
|               |                  |                                              |                          | |
| 1945          | 1949             | Albert Rameaux                               | DVG                      | |
| 1949          | 1951 (décès)     | André Charles Beaucousin (1891-1951)         | Rép.ind.                 | Agriculteur maire du Plessis-Sainte-Opportune |
| 15 avril 1951 | 1979             | Pierre Hervieu                               | DVD puis CD puis UDF     | Eleveur Maire de Beaumontel Suppléant du député Rémy Montagne (1962-1968) |
| 1979          | 2004             | Serge Desson                                 | DVD puis UDF             | Chef d'entreprise Maire de Beaumont-le-Roger |
| 2004          | 2015             | Jackie Desrues                               | PS                       | Chef de service achat retraité Maire de Perriers-la-Campagne (1977-2014), ancien suppléant du député Alfred Recours (1988-1993 et 1997-2002)                                 |

## Composition
Le canton de Beaumont-le-Roger regroupait vingt-deux communes et comptait 11 321 habitants (recensement de 1999 sans doubles comptes).
| Communes                    | Population (2012) | Code postal | Code Insee |
| --------------------------- | ----------------- | ----------- | ---------- |
| Barc                        | 772               | 27170       | 27037      |
| Barquet                     | 359               | 27170       | 27040      |
| Beaumontel                  | 715               | 27170       | 27050      |
| Beaumont-le-Roger           | 2 818             | 27170       | 27051      |
| Berville-la-Campagne        | 113               | 27170       | 27063      |
| Bray                        | 246               | 27170       | 27109      |
| Combon                      | 567               | 27170       | 27164      |
| Écardenville-la-Campagne    | 310               | 27170       | 27210      |
| Fontaine-la-Soret           | 362               | 27550       | 27253      |
| Goupillières                | 654               | 27170       | 27290      |
| Grosley-sur-Risle           | 493               | 27170       | 27300      |
| La Houssaye                 | 183               | 27410       | 27345      |
| Launay                      | 216               | 27470       | 27364      |
| Nassandres                  | 1 381             | 27550       | 27425      |
| Perriers-la-Campagne        | 356               | 27170       | 27452      |
| Le Plessis-Sainte-Opportune | 252               | 27170       | 27466      |
| Romilly-la-Puthenaye        | 262               | 27170       | 27492      |
| Rouge-Perriers              | 230               | 27110       | 27498      |
| Sainte-Opportune-du-Bosc    | 334               | 27110       | 27576      |
| Thibouville                 | 244               | 27800       | 27630      |
| Tilleul-Dame-Agnès          | 174               | 27170       | 27640      |
| Le Tilleul-Othon            | 280               | 27170       | 27642      |

## Démographie
| 1962   | 1968   | 1975   | 1982   | 1990   | 1999   | 2006   | 2011   | 2012   |
| ------ | ------ | ------ | ------ | ------ | ------ | ------ | ------ | ------ |
| 10 357 | 10 407 | 10 424 | 10 699 | 11 016 | 11 321 | 12 312 | 13 282 | 13 402 |